# مانسی‌ها
مانسی‌ها بومیان اوگری ناحیه خودگردان خانتی-مانسی هستند که در استان تیومن، روسیه به سر می‌برند. مانسی‌ها به زبان مانسی، یکی از شاخه‌های خانوادهٔ زبان‌های اورالی سخن می‌گویند.

## تاریخچه
اجداد مانسی‌ها در مناطقِ غربِ اورال سکونت را آغاز کردند. بقایای مانسی‌ها در مجاورتِ شهرِ پرم روسیه یافته شده‌است. در هزاره اول پیش از میلاد آنها به غرب سیبری مهاجرت کردند و در جامعهٔ بومی آنجا جذب شدند. بنا به نظر دیگری خاستگاه آنها از استپ‌های جنوبی اورال است و حدود ۵۰۰ سال پس از میلاد به مکان فعلی خود آمدند.